# 23 mai dans les chemins de fer
23 avril 23 juin
Chronologies thématiques
- Croisades
- Sports
- Disney

Cette page concerne les événements qui se sont déroulés un 23 mai dans les chemins de fer.

## Événements

### XIXesiècle
- 1850. France : mise en service de la section Tergnier-Saint-Quentin du chemin de fer de Creil à Saint-Quentin (compagnie du Nord).
- 1872. Espagne : mise en service de la section Pola de Gordon-Busdongo du chemin de fer de Leon à Gijon (compañía de los Ferrocarriles de Asturias, Galicia y León).
- 1895. France : mise en service du tramway d'Armentières à Halluin.

### XXesiècle
- 1982. Suisse : mise en œuvre par les CFF (chemins de fer fédéraux suisses) de l'horaire cadencé généralisé à l'ensemble du pays, ce qui fait des CFF un pionnier en la matière.
- 1982. Italie-Suisse : suppression du TEE Lemano entre Milan et Genève.
- 1982. Italie-France : suppression du TEE Ligure entre Milan et Avignon.
- 1993. France : mise en service de la LGV Nord entre Paris et Arras, les TGV continuant ensuite vers les grandes villes du Nord-Pas-de-Calais par ligne classique. Le prolongement de la ligne vers Lille et le tunnel sous la Manche sera ouvert le 23 septembre de la même année.

### XXIesiècle
- 2006. France : l'enquête d'utilité publique concernant la liaison ferroviaire transalpine Lyon-Turin a été lancée côté français et durera jusqu'au 30 juin 2006.
- Métro de Paris : (France) : lundi 23 mai 2011 : circulation du premier MP 89 (CC01)) sur la ligne 4 du métro de Paris.

## Décès
- 1946 : mort d'Eugen Kittel (de). Ingénieur en chef de la traction aux chemins de fer (de) du Wurtemberg de 1896 à 1921, il inventa une mini chaudière verticale et semi-automatique qui équipa plusieurs séries d'autorails à vapeur.